# Liste der Einträge im National Register of Historic Places im Fort Bend County
Die Liste der Registered Historic Places im Fort Bend County führt alle Bauwerke und historischen Stätten im texanischen Fort Bend County auf, die in das National Register of Historic Places aufgenommen wurden.

## Aktuelle Einträge
| Lfd. Nr. | Name im NRHP                      | Bild | Datum der Eintragung | Adresse/Lage                     | Ort       | NRHP-ID  | Beschreibung |
| -------- | --------------------------------- | ---- | -------------------- | -------------------------------- | --------- | -------- | ------------ |
| 1        | B. Ray and Charlotte Woods House  |      | 6. Jan. 2004         | 610 Woods Ln.                    | Katy      | 03001377 |              |
| 2        | Fort Bend County Courthouse       |      | 13. März 1980        | 400 Jackson St.                  | Richmond  | 80004119 |              |
| 3        | Henry G. and Annie B. Green House |      | 18. Sep. 1996        | .5 mi SE of old US 59 and TX 118 | Kendleton | 96001016 |              |
| 4        | John M. and Lottie D. Moore House |      | 9. Feb. 2001         | 406 S. Fifth St.                 | Richmond  | 01000104 |              |
| 5        | Lamar-Calder House                |      | 30. März 2005        | 915 Front St.                    | Richmond  | 05000244 |              |